# Conrad Mieschke
Conrad Mieschke (ur. 1938 w Polsce) – niemiecki malarz tworzący w Kanadzie.
Pochodził z niemieckiej rodziny, która mieszkała wówczas w Polsce. Po 1945 mieszkał w Niemczech, gdzie ukończył szkołę dla introligatorów i konserwatorów książek i starodruków. Uczestniczył w dwóch konkursach introligatorskich, zdobył srebrny i złoty medal. Studiował w Akademii Sztuki w Monachium, po jej ukończeniu w 1963 otrzymał dyplom konserwatora druków. Dwa lata później wyemigrował do Kanady, podjął pracę w firmie wydawniczej w Toronto. W 1970 zadebiutował jako malarz, w 1978 tragicznym wypadku zginęła jego żona. W 1971 miała miejsce pierwsza indywidualna wystawa jego prac w "Eaton’s Art Gallery" w Toronto, w kolejnych latach jego prace wystawiano tam wielokrotnie podczas indywidualnych i zbiorowych, aż do jej zamknięcia w 1987. Od tego czasu jego prace były prezentowane w licznych galeriach w Ontario. W 1999 otrzymał tytuł "Człowieka roku" (Arts Person of the Year) nadany mu przez Brampton Arts Council.